# Ruta 22 (Costa Rica)
La Ruta 22, oficialmente Ruta Nacional Primaria 22 y coloquialmente conocida como Radial Colón, es una ruta nacional de Costa Rica ubicada en la provincia de San José.

## Descripción
Esta vía recorre desde Ciudad Colón hasta el peaje de la Ruta 27 en Brasil de Santa Ana. Es la ruta que conecta a Ciudad Colón y Puriscal con la capital.
En la provincia de San José, la ruta atraviesa el cantón de Mora (el distrito de Colón), el cantón de Santa Ana (los distritos de Piedades, Brasil).